# Lampona yanchep
Lampona yanchep là một loài nhện trong họ Lamponidae. Loài này được phát hiện ở Tây Úc.